# Христо Макараджиев
Христо Стефанов Макараджиев е български революционер, деец на Върховния македоно-одрински комитет и Вътрешната македоно-одринска революционна организация.

## Биография
Христо Макараджиев е роден в 1880 година в Балчик. Присъединява се към ВМОК и участва в Горноджумайското въстание през есента на 1902 година с отряда на генерал Иван Цончев, под командването на капитан Александър Протогеров и поручик Байтов. Сражава се при връх Чатая, където е ранен Цончев. След края на въстанието се оттегля в Княжеството.
Продължава да се занимава с революционна дейност. В 1906 година е в четата на съгражданина си Михаил Даев и с нея се сражава с османска войска през август 1906 година. В сражението е ранен и остава в Руждене да се лекува, а след това се оттегля в България. По-късно се сражава при село Горенци, Драмско.
На 1 март 1943 година, като жител на Балчик, подава молба за българска народна пенсия, която е одобрена и пенсията е отпусната от Министерския съвет на Царство България.